# كريس برودفود
كريس برودفود (بالإنجليزية: Chris Broadfoot)‏ هو لاعب كرة قدم أسترالي في مركز الهجوم، ولد في 11 أبريل 1981 في غلاسكو في المملكة المتحدة. لعب مع غولد كوست يونايتد.